# 倉光藤太
倉光 藤太（くらみつ とうた、1859年4月26日（安政6年3月28日）- 1935年（昭和10年）7月13日）は、明治から大正期の漁業家、政治家。衆議院議員。幼名・棟太郎。

## 経歴
壱岐国壱岐郡箱崎村（長崎県壱岐郡芦辺町を経て現壱岐市）で、水産業、先代倉光藤太、モトの長男として生まれる。和漢学を修めた。1890年（明治23年）4月、藤太を襲名した。
家業の水産業を継ぎ、その改良発展に尽力した。壱岐実業会副会長に就任。
1908年（明治41年）5月の第10回衆議院議員総選挙で長崎県郡部区から無所属で出馬して初当選。実業界に専念するため第11回総選挙に立候補しなかったが、1915年（大正4年）3月の第12回総選挙に立憲同志会から出馬して再選され、衆議院議員に通算2期在任した。その後、衆議院議員当選無効請求が提起され、1916年（大正5年）10月13日、大審院において上告が棄却され議員を辞職した。